# Leon Kalustian
Leon Kalustian (n. 17 octombrie 1908, Focșani – d. 24 ianuarie 1990, Focșani) a fost un jurnalist și scriitor  român de origine armeană.

## Biografie
La 17 octombrie 1908 se naște la Focșani Leon Kalustian, primul născut al familiei Sarkis Kalustian (1867 - 1921) și Iulia Kalustian, născută Gherghel (1876 - 1948).
În Focșani urmează școala primară și o clasă de liceu, după care se pregătește ca autodidact. Părăsește de tânăr orașul natal și se stabilește în București.
Începând cu anul 1926 este deja cunoscut în presa de stânga ca un pamfletar de temut. Este redactor la ziarele Cuvântul (1926 - 1927), Curentul (1928 - 1934), ABC, Zorile (cu Emanoil Socor), Lumea Româneasca (editat de Zaharia Stancu), coordonator al oficiosului România. Colaboreaza la Mișcarea (1931 - 1932), Facla (directori Ion Vinea și Nicolae Carandino), Adevărul și Dimineața.
La 17 iunie 1933 se căsătorește cu Iza Dora Aronovici (n. Finchelstein pe 3 iunie 1899 la Vaslui - d. 10 iulie 1983).
În anul 1938 Leon Kalustian părăsește din proprie inițiativă presa scrisă, ca protest la dictatura carlistă.
La 8 mai 1951 Leon Kalustian cade victimă a valului de arestări ale regimului totalitar comunist, alături de multe alte mii de intelectuali și personalități ale vieții politice democratice, fiind arestat și reținut  administrativ, fără a fi judecat, timp de patru ani, în închisorile de la Jilava, Gherla și Văcărești.
În perioada 1956 - 1960, neavând alt mijloc de existență, este nevoit să  vândă cărțile achiziționate de-a lungul timpului. Acest lucru a dus la arestarea sa (30 decembrie 1960) și respectiv condamnarea sa penală (18 septembrie 1961) cu opt ani de închisoare și confiscarea totală a averii pentru "infracțiunea de răspândire de publicații interzise". Printre cărțile "incriminate" se numără "În preajma revoluției" de Constantin Stere, "Povestea vieții mele" de Regina Maria, "Mustul care fierbe" de Octavian Goga și "Memoriile regelui Carol I", cărți considerate un pericol de către comuniști. Execută patru ani de pedeapsă, fiind eliberat din penitenciarul Gherla la 17 aprilie 1964, ca urmare a unui decret de grațiere colectivă.
În anul 1975, la Editura Eminescu apare volumul "Facsimile", editat cu sprijinul lui Nicolae Carandino și Valeriu Râpeanu.
În anul 1976 iese de sub tiparul Editurii Eminescu cartea "Conspirații sub cer deschis", cuprinzând o selecție de articole publicate între anii 1936 - 1938 în ziarele Zorile și Lumea Românească.
În anul 1978 Leon Kalustian începe, grație lui Vartan Arachelian, colaborarea la revista Flacăra a lui Adrian Păunescu, prin rubrica "Simple Note".
În perioada 1980 - 1984 publică la Editura Eminescu, sub directoratul lui Valeriu Râpeanu, cele patru volume "Simple Note". Cărțile sale au fost bine primite și s-au bucurat de aprecieri deosebite din partea criticii literare.
La 10 iulie 1983 încetează din viață soția sa, fapt care l-a marcat profund și ireversibil.
În anul 1985 i se acordă Premiul Revistei Flacăra pentru „credința cu care a slujit mai bine de o jumătate de veac cuvântul fierbinte al presei”.
În octombrie 1989, ca urmare stării de sănătate precare, Leon Kalustian pleacă la Focșani, unde va fi îngrijit de cele două surori ale sale, Vartuhi si Satenig. În scurtă vreme, la 24 ianuarie 1990 se stinge din viață. A fost înmormântat la Cimitirul Armenesc din Focșani. A fost condus pe ultimul drum, printre alții, de Andrei Bordeianu, Vartan Arachelian, Paul Lăzărescu, Nicolae Arsenie, Valeriu Râpeanu, Jeana Gheorghiu.

## Cărți publicate

### Antume
- "Facsimile", Editura Eminescu, 1975
- "Conspirații sub cer deschis", Editura Eminescu, 1976
- "Simple note", Editura Eminescu, 1980
- "Simple note - II", Editura Eminescu, 1982
- "Simple note - III", Editura Eminescu, 1984
- "Simple note - IV", Editura Eminescu, 1985

### Postume
- "Simple note din "Simple note"", Editura Agerpress Typo, 1998
- "Facsimile", Editura Ararat, 2000
- "Leon Kalustian - 100 de ani de la naștere. Incursiuni biobibliografice", Editura Andrew, 2008
- "Scrisori către Dora - Facsimile sentimentale", Editura Andrew, 2010